# 수에볼레비아단

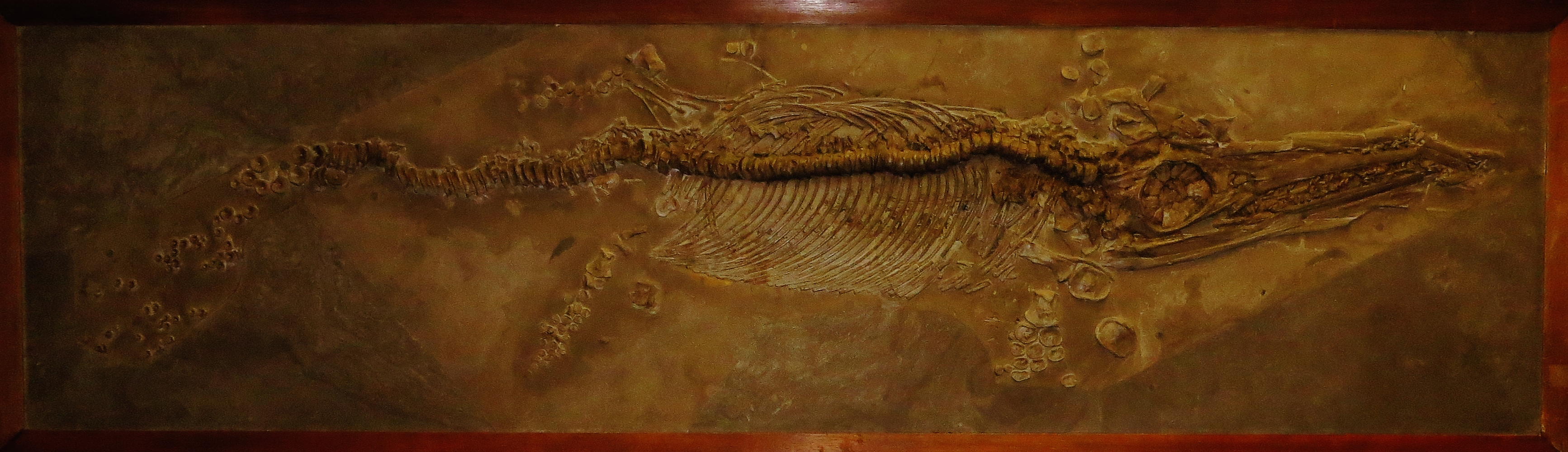

수에볼라비단(학명:Suevoleviathan disinteger)은 어룡목 안공룡과에 속하는 어룡이다. 지금은 멸종된 종으로서 전체적인 몸길이가 4m인 거대한 어룡에 속한다.

## 특징
수에볼레비아단은 독일 홀츠마덴의 초기 쥐라기(토르시안)에서 발견된 원시 어룡의 멸종된 속이다. 이 속은 1998년에 마이클 마이쉬가 렙토프테르기우스 디인테거와 이크티오사우루스 정수를 따서 명명했으며 둘 다 홀츠마덴의 토아키안 시대 포시도니아 셰일에서 발견되었다. 총칭은 "스웨바 리바이어던"을 의미한다. 모식종은 렙토프테리기우스 디신테거 휴엔 1926이다. 이치토사우루스 정수 브론 1844 또한 새로운 결합 수에볼라비아단 정수를 만들기 위해 마이쉬에 의해 이 속으로 재지정되었다. 맥스웰(2018)은 수에볼레비아단 정수의 완모형 재배치 및 표본에 대한 업데이트된 설명을 바탕으로 두 수에볼레비아단 종은 동일한 종의 성장 단계이고 수에볼레비아단 정수가 우선권을 가지며 수에볼레비아다 유형 종의 대명사가 된다는 것을 의미한다. 수에볼레비아단은 약 4미터 길이의 거대한 어룡이었다. 두개골은 낮고 중간 크기의 등쪽 옆면만 약하게 오목하다. 상악전 및 상악골은 잘 발달된 홈이 포사 프라이맥실라리스와 포사 덴탈리스에서 번갈아 뻗어나간다. 상악골은 앞쪽으로 짧고 외나리(naris(한국어 발음:나리스)와 복부(ventral(한국어 발음:벤트랄)의 형성에 관여한다. 누와 주갈을 분리하는 탈 가장자리, 전방 안와 가장자리 너머로 확장되지 않는 견고하고 짧은 주갈, 광대 뒤쪽 가장자리 대부분을 형성하고 뺨의 복부 가장자리까지 도달하는 광대뼈, 사두골의 프로세스 사두골, 따라서 뼈의 본체에서 명백히 분리되는 전전전하등분l 크기, 삼각형 모양의 큰 외나리, 뒷상악의치 감소, 톱니바퀴의 강직성 및 톱니바퀴의 치아가 전형적으로 딱딱하고 구부러짐, 선척추 44개, 전척추 88개, 매우 길고 유연한 꼬리의 자세 굴곡 부분, 확장된 프로세스 스피노시, 늑골 후흉부 신경 아치,후방에 흉곽 관절; 세 개의 주요 자리, 네 번째 자리 축 후축, 한 개의 보조 자리; 세 번째 자리; 세 번째 자리; 세 번째 자리; 세 번째 자리; 세 번째 자리; 세 번째 자리; 앞쪽에 넓게 퍼지는 앞부분의 자오선; 앞부분을 가진 앞부분의 자오선, 앞부분; 반올림된 자오선 요소;소나무와 같은 과정, 가늘고 구부러진 치골, 넓고 직각 이하의 좌골, 후두엽 트리닥틸, 대부분의 첫 번째 자릿수 절단 요소들이다. 수에볼레비아단은 상대적으로 큰 앞지느러미를 가지고 있다는 점에서 어룡들 사이에서 매우 독특했다. 다른 어룡들은 저속으로 헤엄치는 동안에 근축 추진에서 기초 어룡의 조종으로 그리고 더 파생된 어룡의 조종으로 각각 기능의 변화를 반영하면서 앞다리의 크기가 줄어드는 추세를 보인다. 수에볼레비아단의 큰 앞다리는 비록 꼬리 부분의 축방향 기복이 여전히 고속에서 지배적인 이동 메커니즘이었음에도 불구하고 그것이 저속 추진에서 그것의 플라시모형 기능을 유지했음을 자세하게 시사한다. 양턱에는 총 20~25개의 톱니 모양을 가진 날카로운 이빨들이 나 있다. 먹이로는 당대에 서식했던 물고기, 갑각류, 두족류를 잡아먹고 살았을 육식성의 어룡으로 추정되는 종이다.

## 생존시기와 서식지와 화석의 발견
수에볼레비아단이 생존했었던 시기는 중생대의 쥐라기 초기로서 지금으로부터 2억년전~1억 8000만년전에 생존했었던 종이다. 생존했었던 시기에는 유럽을 중심으로 하는 북극해에서 주로 서식했었던 어룡이다. 화석의 발견은 1926년에 유럽의 쥐라기에 형성된 지층에서 유럽의 고생물학자들에 의하여 처음으로 화석이 발견되어 새롭게 명명된 종이다.

## 같이 보기
- 파충류
- 중생대
- 쥐라기
- 어룡
- 화석